# Гацкое (Чечерский район)
Гацкое (бел. Гацкое) — посёлок в Нисимковичском сельсовете Чечерского района Гомельской области Беларуси.
На востоке, севере и западе граничит с лесом.

## География

### Расположение
В 22 км на восток от Чечерска, 59 км от железнодорожной станции Буда-Кошелёвская (на линии Гомель — Жлобин), 87 км от Гомеля.

## Транспортная сеть
Транспортные связи по просёлочной, затем автомобильной дороге Светиловичи — Залесье. Планировка состоит из короткой прямолинейной, почти меридиональной улицы, застроенной двусторонне деревянными усадьбами.

## История
Основан в начале 1920-х годов на бывших помещичьих землях переселенцами из соседних деревень. В 1926 году в Рудня-Нисимковичском сельсовете Светиловичского района Гомельского округа. В 1930 году организован колхоз. 20 жителей погибли на фронтах Великой Отечественной войны. Согласно переписи 1959 года в составе совхоза «Нисимковичи»(центр — деревня Нисимковичи).

## Население

### Численность
- 2004 год — 22 хозяйства, 49 жителей.

### Динамика
- 1926 год — 9 дворов, 65 жителей.
- 1959 год — 187 жителей (согласно переписи).
- 2004 год — 22 хозяйства, 49 жителей.